# Rafaela

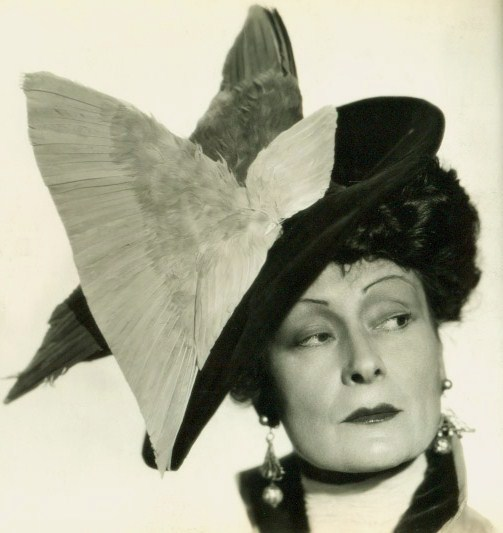
Rafaela Ottiano, 1933.

Kvinnonamnet Rafaela är en feminin form av det hebreiska mansnamnet Rafael, som betyder Gud har helat.

## Personer med namnet Rafaela
- Rafaela Lindeberg, svensk journalist
- Rafaela Ottiano, italiensk-amerikansk skådespelare